# Pericle Mazzoleni
Pericle Mazzoleni (Jesi, 26 dicembre 1814 – Roma, 15 marzo 1880) è stato un politico e prefetto italiano.

## Biografia
Fu eletto all'Assemblea costituente della Repubblica Romana del 1849 per il mandamento di Jesi.
Nel corso della sua carriera prefettizia fu per un certo periodo anche prefetto della provincia di Roma.
Il 15 febbraio 1880 fu nominato dal Re senatore del Regno d'Italia, entrò in carica il 21 febbraio successivo, ma morì il 15 marzo seguente.